# Australische Alpen
Der Begriff Australische Alpen (englisch Australian Alps) bezeichnet eine Reihe von Bergketten und -massiven im höchsten Teil der Great Dividing Range im Osten bzw. Südosten der australischen Bundesstaaten Victoria und New South Wales. Der in New South Wales befindliche nördliche und höhere Teil der australischen Alpen wird auch Snowy Mountains genannt, die in Victoria gelegenen südlichen Teile werden unter der Bezeichnung Victorian Alps zusammengefasst. In den Australischen Alpen erheben sich mit bis zu 2228 m die höchsten Berge des australischen Festlands.
Die Berge besitzen spezielle Bedeutung als Erholungsgebiet sowie für die Stromerzeugung aus Wasserkraft und für die Trinkwasserversorgung. Mehrere Nationalparks befinden sich in der Region. Die einzigen Skiorte Australiens sind zugleich die einzigen bewohnten Gebiete in den Australischen Alpen.
Bedeutende Gebiete, Berge und Orte sind:
- Gebirgszüge und Berge
  - Snowy Mountains (New South Wales)
    - Mount Kosciuszko (2228 m)
    - Mount Townsend (2209 m)
    - Mount Tate (2068 m)
    - Mount Jagungal (2061 m)

  - Victorian Alps (Victoria)
    - Mount Bogong (1986 m)
    - Mount Feathertop (1922 m)
    - Mount Hotham (1862 m)
    - Mount Buller (1804 m, mit gleichnamigem Skigebiet)
    - Bogong High Plains

- Nationalparks
  - Alpine-Nationalpark (Victorian Alps)
  - Kosciuszko-Nationalpark (Snowy Mountains)

- Wintersportorte und Skigebiete
  - Charlotte Pass (Snowy Mountains)
  - Falls Creek (Victorian Alps)
  - Perisher (Snowy Mountains)
  - Selwyn Snowfields (Snowy Mountains)
  - Thredbo (Snowy Mountains)